# Yūji Kimura
Yūji Kimura (jap. 木村祐志 Kimura Yūji; ur. 5 października 1987) – japoński piłkarz występujący na pozycji pomocnika. 

## Kariera klubowa
Od 2006 roku występował w klubach Kawasaki Frontale, Giravanz Kitakyushu, Oita Trinita i Tokushima Vortis.